# Maricruz Nájera
Maricruz Nájera (Cidade do México, México, 13 de julho de 1940) é uma atriz mexicana, matriarca da família Bichir, composta por seu esposo, o ator Alejandro Bichir, e seus três filhos os destacados atores Odiseo, Demián e Bruno Bichir.

## Carreira
Maricruz estudou atuação na Academia de Teatro do Instituto Nacional de Belas Artes. Debutó como atriz na década dos 70 no filme O jogo de Zuzanka. Depois trabalhou em: Para servir a você, Nos dias do amor e A morte de Pancho Villa, entre muitas outras. Sua primeira telenovela foi a versão de Rina que produziu em 1977 Valentín Pimstein. Desde então desenvolveu uma destacada carreira como atriz de televisão, pois participou em telenovelas como Os ricos também choram, A fera, Eu compro essa mulher, Desencuentro, A usurpadora e Amigas e rivais, entre muitas outras.
Casou-se com o ator e diretor Alejandro Bichir, de origem libanesa, com quem teve três filhos: os célebres atores Odiseo, Demián e Bruno.

## Filmografía

### Telenovelas
- En Tierras Salvajes (2017).... Rosa
- Mulheres de negro (2016).... Amanda
- Simplesmente María (2016).... Conchita
- A que não me deixas (2015-2016).... Silvia Larios
- De que te quiero, te quiero (2013-2014).... Josefa
- Um refúgio para o amor (2012).... Matilde
- Rafaela (2011).... Constanza
- Triunfo do amor (2010-2011).... Tomasa Hernández
- Para voltar a amar (2010-2011)
- As vias do amor (2002).... Laura Albavera
- Amigas e rivais (2001).... Camelia
- Aventuras no tempo (2001).... Sra Zopilote
- A usurpadora (1998).... Emiliana
- Desencuentro (1997).... Rosario
- Minha querida Isabel (1996).... Jesusita
- Caminhos cruzados (1994).... Elsa
- Valentina (1993).... Glória Luque
- O avô e eu (1992).... Mãe Adoración
- Mães egoístas (1991).... Natalia Blinder
- Eu compro essa mulher (1990).... Juliana
- Minha pequena Solidão (1990)
- Berço de lobos (1986).... Viúva de Gutiérrez
- A fera (1983).... Angelina
- Por amor (1982).... Julia
- Deixa-me viver (1982).... Josefina
- Os ricos também choram (1979).... María #2
- Viviana (1978).... Enfermeira
- Mamãe Campanita (1978).... Martina
- Rina (1977).... Enfermeira

### Séries de TV
- A Rosa de Guadalupe (2013)... Abuelita Adela
- Os simuladores (2010).... Tomasa
- Central de abasto (2008)
- S.Ou.S.: Sexo e outros segredos (2007).... Doña Cándida
- Mulher, casos da vida real (1989).... (Treze episódios em período 1989-2006)

### Filmes
- Men with guns (1997).... Mulher rica
- A güera Chabela (1994)
- Amor à medida (1993)
- O patrullero (1991).... Sra. Vermelhas
- A gata Cristy (1990).... Clotilde
- Da cabeça ao céu (1990)
- O patrullero 777 (1978)
- Canoa (1976)
- A morte de Pancho Villa (1974)
- O princípio (1973)
- Nos dias do amor (1972).... Isaura
- Para servir a você (1971)
- O quelite (1970)
- Emiliano Sapata (1970)
- O jogo de Zuzanka (1970)

### Prêmios Bravo
| Ano  | Categoria                                    | Programa        | Resultado |
| ---- | -------------------------------------------- | --------------- | --------- |
| 2015 | Melhor primeira actriz por programa unitário | Como diz o dito | Ganhadora |